# Paus Johannes II

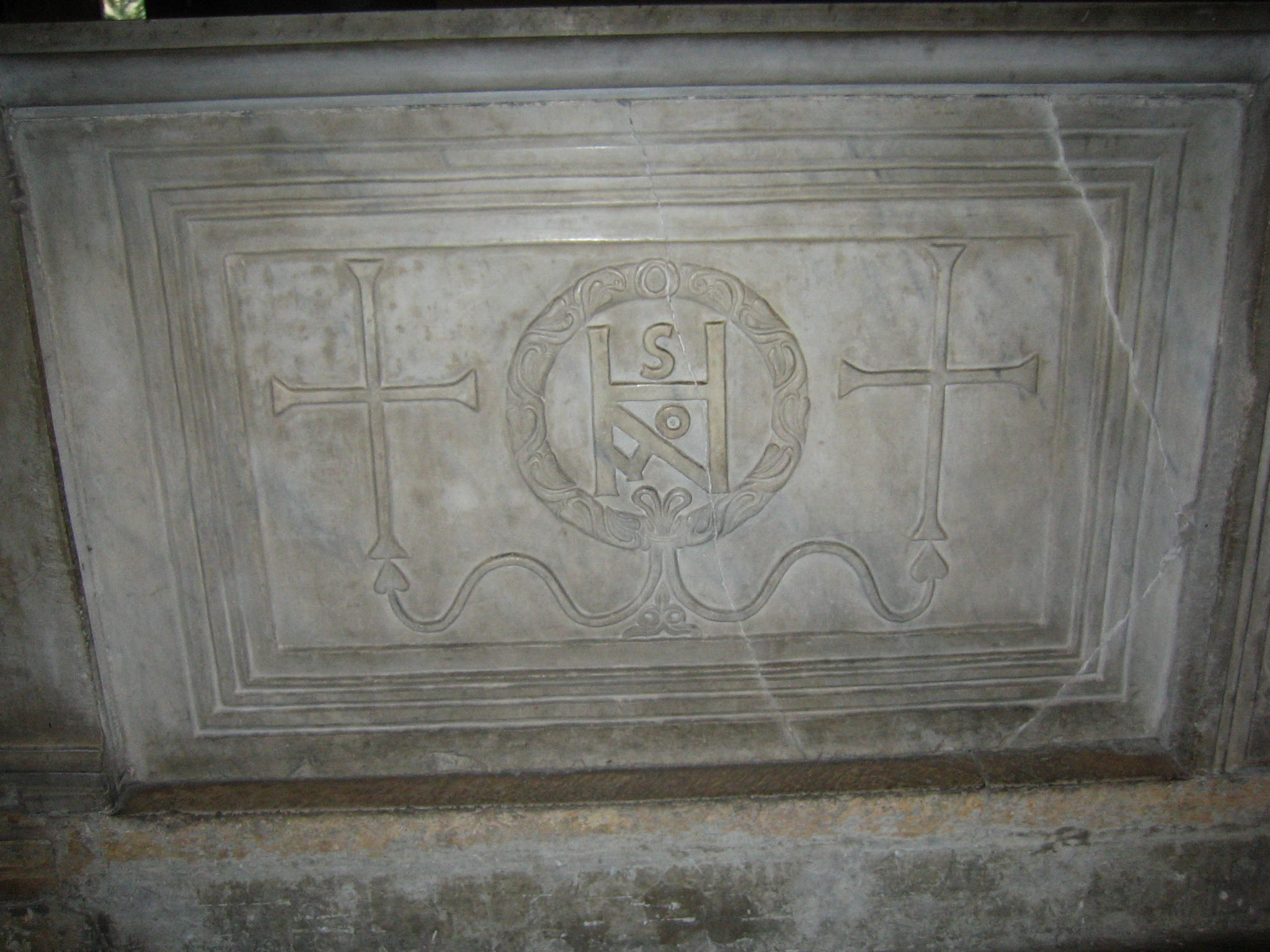
monogram van Paus Johannes II op de koorafsluiting in de San Clementebasiliek te Rome

Johannes II (Rome, ? - aldaar, 8 mei 535) was de 56e paus van de Rooms-Katholieke Kerk. Hij was de zoon van Projectus, een Romein. Hij was de eerste paus, Petrus niet meegerekend, die bij zijn ambtsaanvaarding van naam veranderde, zoals later gebruikelijk werd. De reden hiervoor was dat zijn geboortenaam Mercurius was, en hij het ongepast vond om met de naam van een heidense godheid als paus op te treden. Zijn nieuwe naam betekent God is genadig, en suggereert sympathie voor het beleid van paus Johannes I.
Van Athalarik, de koning van de Ostrogoten, ontving Johannes II bevestiging van een decreet van de senaat, met betrekking tot een verbod op simonie, naar aanleiding van de controverse omtrent zijn voorganger, Bonifatius II en diens tegenpaus, Dioscurus. Ook ontving hij, volgens het Liber pontificalis, een geloofsbelijdenis van Justinianus de Grote, keizer van het Byzantijnse Rijk, een grote prestatie gezien de sympathie die men daar koesterde voor de monofysieten.
Johannes II stierf op 8 mei 535. Hij ligt begraven in de oude basiliek van Sint-Pieter.
Cursief: tegenpaus